# 鲁昂区
鲁昂区（法語：Arrondissement de Rouen）是法国诺曼底大区滨海塞纳省所辖的一个区。总面积1936.1平方公里，总人口636343，人口密度329人/平方公里（2019年）。主要城镇为鲁昂。

## 辖区
鲁昂区辖有216个市镇。